# مارتیک
مارتیک قره‌خانیان با نام هنری مارتیک (زادهٔ ۲۶ تیر ۱۳۲۸) خواننده، آهنگساز، تنظیم‌کننده و نوازندهٔ گیتار ارمنی‌تبار اهل ایران و ساکن آمریکا است. مارتیک در سبک‌های مختلفی همچون پاپ، راک، بالاد، فیوژن، دنس و .... ترانه اجرا کرده‌است.

## زندگی
مارتیک قره‌خانیان در ۲۶ تیر ۱۳۲۸ در محلهٔ فرح‌آباد آبادان متولد شد. وی دوران کودکی خود را در آبادان سپری کرده‌است و دو خواهر و یک برادر دارد. وی از ۱۵ سالگی به موسیقی روی آورد و پس از بازنشستگی پدرش از شرکت نفت، به‌همراه خانواده عازم تهران شد و بدین‌ترتیب مارتیک، فعالیت حرفه‌ای خود را با نوازندگی گیتار و اجرای ترانه‌های خارجی آغاز نمود.
وی پس از آشنایی با گوگوش در اواخر دههٔ ۱۳۴۰، به‌عنوان نوازندهٔ ثابتِ گیتار به ارکستر وی پیوست. پس از چندی به ملودی‌سازی و سپس خوانندگی روی آورد. ملودی‌های او متأثر از موسیقیِ راک و R&B (Rhythm and blues) است. نخستین اثر مارتیک در مقام ملودی‌ساز، ترانه‌ای به‌نام «چلچله» بود که با همکاری زویا زاکاریان که آن زمان ترانه‌سرای نسبتاً تازه‌کاری بود و اجرای حسن شماعی‌زاده در اوایل سال ۱۳۵۴ منتشر شد. اولین اثر مستقل فارسی مارتیک در مقام خوانندگی، ترانهٔ «حریر» با کلامی از زویا زاکاریان بود که نام وی را به‌عنوان یک خواننده فارسی‌زبان مطرح کرد. وی پس از روی آوردن به اجرای ترانه‌های فارسی و همراهی خوانندگانی چون گوگوش و حسن شماعی‌زاده در اجرا و ساخت آهنگ و شرکت در برنامه‌های تلویزیونی آن زمان چون برنامهٔ تلویزیونی «پنجره»، به‌سرعت مورد توجه عموم قرار گرفت و اولین آلبوم خود را در سال ۱۳۵۶ منتشر کرد. 
مارتیک پیش از انقلاب به لندن رفت و به‌همراه گروه ارکستر ایتالیایی، در هتل هیلتون مشغول به نوازندگی شد. وی پیش از وقوع انقلاب دوباره برای مدتی کوتاه به ایران بازگشت و نتیجتاً در سال ۱۳۵۹ (۱۹۸۰) از ایران خارج شد و به لس آنجلس آمریکا مهاجرت کرد. مارتیک چندی پیش طی یک مصاحبه با شبکهٔ من و تو گفته بود که سال‌ها پیش قصد بازگشت به ایران را داشته‌است.
مارتیک به‌سبب سبک غربی موسیقی خود در فرهنگ و موسیقی ایرانی، تا دههٔ ۱۹۸۰ محبوبیت چندانی در برابر خوانندگانی همچون معین، ابی و بیژن مرتضوی نداشت و به‌تدریج تصمیم به تغییر سبک خود گرفت. در این میان، از آهنگ‌هایی که در محبوبیت او تأثیر چشم‌گیری داشتند می‌توان به آهنگ‌های «بهار»، «ماه»، «تو نشنیدی صدات کردم»، «دو دلبر» و… اشاره‌کرد که اثر آهنگساز سرشناس ایرانی صادق نوجوکی بودند.
وی علاوه بر تداوم همکاری با زویا زاکاریان، با ترانه‌سرایان شاخص دیگری چون ژاکلین ویگن، مسعود فردمنش، جهانبخش پازوکی، بیژن سمندر، هما میرافشار، اردلان سرفراز، شهیار قنبری و ایرج جنتی عطایی در پس از انقلاب همکاری داشته‌است. مارتیک علاوه بر تداوم آهنگسازی بر روی ترانه‌هایش، با آهنگسازان سرشناسی مانند حسن شماعی‌زاده، سیاوش قمیشی، محمد حیدری، صادق نوجوکی، فرید زلاند و منوچهر چشم‌آذر نیز همکاری کرده‌است. آخرین آلبوم مارتیک، «سایه‌نشین» نام دارد که در اواخر سال ۱۳۹۳ (فوریه ۲۰۱۵) به بازار ارائه‌شد.

## آلبوم‌ها

### حریر (۱۹۷۷/۱۳۵۶)
| نام ترانه       | ترانه‌سرا      | آهنگ‌ساز    | تنظیم‌کننده       |
| --------------- | ------------- | ---------- | ---------------- |
| حریر            | زویا زاکاریان | مارتیک     | اریک             |
| طلوع از مغرب    | زویا زاکاریان | مارتیک     | آندرانیک         |
| حرف عاشقونه     | زویا زاکاریان | مارتیک     | کامران خاشع      |
| چشمای تو        | سعید دبیری    | مارتیک     | اریک             |
| کشتی زرورقی     | زویا زاکاریان | مارتیک     | کامران خاشع      |
| Sorry Seems     | Bernie Taupin | Elton John | اریک             |
| آینه            | زویا زاکاریان | مارتیک     | آندره آرزومانیان |
| مریخی           | منصور تهرانی  | مارتیک     | ناصر چشم‌آذر      |
| تو              | سعید دبیری    | مارتیک     | کامران خاشع      |
| Everybody Dance |               |            | اریک             |

### تو رو یادم نمیره (۱۹۸۳/۱۳۶۲)
| نام ترانه          | ترانه‌سرا       | آهنگ‌ساز  | تنظیم‌کننده     |
| ------------------ | -------------- | -------- | -------------- |
| ای عشق             | علی نظری       | آندرانیک | فیروزه افشار   |
| نهایت              | اردلان سرفراز  | آندرانیک | فیروزه افشار   |
| غنیمته             | اردلان سرفراز  | آندرانیک | فرخ آهی        |
| تو رو یادم نمیره   | ژاکلین         | فرخ آهی  | فیروزه افشار   |
| خدا عاشقت کنه      | رویا میرفخرایی | مارتیک   | فیروزه افشار   |
| هم‌خونه (با ژاکلین) | ژاکلین         | مارتیک   | فریدون حیدرنیا |

### رفاقت (۱۹۸۶/۱۳۶۵)
| نام ترانه              | ترانه‌سرا   | آهنگ‌ساز       | تنظیم‌کننده    |
| ---------------------- | ---------- | ------------- | ------------- |
| رفاقت                  | ژاکلین     | مارتیک        | مارتیک        |
| ناز ناز من کجایی       | بیژن سمندر | حسن شماعی‌زاده | منوچهر چشم‌آذر |
| خواب                   | بیژن سمندر | مارتیک        | منوچهر چشم‌آذر |
| همه‌جا دنبال عشق می‌گشتم | بیژن سمندر | مارتیک        | مارتیک        |
| اگه برگردی             | ایوت       | مارتیک        | منوچهر چشم‌آذر |
| یکی یه‌دونه             | ایوت       | محلی ارمنی    | مارتیک        |

### پرنده (۱۹۸۷/۱۳۶۶)
| نام ترانه        | ترانه‌سرا     | آهنگ‌ساز       | تنظیم‌کننده    |
| ---------------- | ------------ | ------------- | ------------- |
| پرنده            | مسعود فردمنش | مارتیک        | منوچهر چشم‌آذر |
| می‌خوامت          | مسعود فردمنش | مارتیک        | منوچهر چشم‌آذر |
| یار من خیلی خوبه | بیژن سمندر   | مارتیک        | منوچهر چشم‌آذر |
| قصه              | مسعود فردمنش | مارتیک        | منوچهر چشم‌آذر |
| مو طلائی         | بیژن سمندر   | حسن شماعی‌زاده | منوچهر چشم‌آذر |
| نفیسه            | مسعود فردمنش | مارتیک        | منوچهر چشم‌آذر |

### ستاره (۱۹۸۹/۱۳۶۸)
| نام ترانه                     | ترانه‌سرا         | آهنگ‌ساز        | تنظیم‌کننده            |
| ----------------------------- | ---------------- | -------------- | --------------------- |
| فقط یک‌بار                     | زویا زاکاریان    | مارتیک         | منوچهر چشم‌آذر، مارتیک |
| ستاره                         | مسعود فردمنش     | مارتیک         | منوچهر چشم‌آذر         |
| با من از عشق نترس             | بیژن سمندر       | مارتیک         | منوچهر چشم‌آذر         |
| چلچله                         | زویا زاکاریان    | مارتیک         | مارتیک                |
| یک‌بار دیگه                    | جهانبخش پازوکی   | جهانبخش پازوکی | منوچهر چشم‌آذر         |
| نیلوفر (بازخوانی ترانهٔ پوران) | اسماعیل نواب صفا | مجید وفادار    | منوچهر چشم‌آذر         |
| پارهٔ نور                      | زویا زاکاریان    | مارتیک         | مارتیک                |
| نگو عاشق نیستی                | زویا زاکاریان    | مارتیک         | مارتیک                |

### بهار (۱۹۹۱/۱۳۷۰)
| نام ترانه  | ترانه‌سرا     | آهنگ‌ساز             | تنظیم‌کننده    |
| ---------- | ------------ | ------------------- | ------------- |
| نگو دیره   | امیر کعبه‌ای  | حسین واثقی          | منوچهر چشم‌آذر |
| بهار       | مسعود فردمنش | صادق نوجوکی         | صادق نوجوکی   |
| عروس       | بیژن سمندر   | مارتیک              | منوچهر چشم‌آذر |
| ناز یار    | بیژن سمندر   | ملودی قدیمی، مارتیک | منوچهر چشم‌آذر |
| زلیخا      | مسعود فردمنش | صادق نوجوکی         | صادق نوجوکی   |
| تعبیر      | امیر کعبه‌ای  | حسین واثقی          | منوچهر چشم‌آذر |
| آشفته      | مسعود فردمنش | مسعود فردمنش        | منوچهر چشم‌آذر |
| برو دیوونه | هما میرافشار | محمد حیدری          | منوچهر چشم‌آذر |

### خاطره ۸ (مهمون) (۱۹۹۳/۱۳۷۲)
- مشترک با شهره

| نام ترانه   | خواننده | ترانه‌سرا     | آهنگ‌ساز     | تنظیم‌کننده  |
| ----------- | ------- | ------------ | ----------- | ----------- |
| غریبِ عاشق   | شهره    | مینا جلالی   | صادق نوجوکی | صادق نوجوکی |
| یاد تو هستم | مارتیک  | بیژن سمندر   | صادق نوجوکی | صادق نوجوکی |
| رنگ عشق     | شهره    | مینا جلالی   | صادق نوجوکی | صادق نوجوکی |
| ماه         | مارتیک  | مسعود فردمنش | صادق نوجوکی | صادق نوجوکی |
| مهمون       | شهره    | ایرج رزمجو   | صادق نوجوکی | صادق نوجوکی |
| دو دلبر     | مارتیک  | بیژن سمندر   | صادق نوجوکی | صادق نوجوکی |

### صدف و سنگ (۱۹۹۴/۱۳۷۳)
| نام ترانه   | ترانه‌سرا       | آهنگ‌ساز        | تنظیم‌کننده    |
| ----------- | -------------- | -------------- | ------------- |
| کم جرئت     | جهانبخش پازوکی | جهانبخش پازوکی | منوچهر چشم‌آذر |
| صدای پا     | جهانبخش پازوکی | جهانبخش پازوکی | منوچهر چشم‌آذر |
| عجب بهاریه  | جهانبخش پازوکی | جهانبخش پازوکی | کاظم عالمی    |
| به‌خدا نه    | جهانبخش پازوکی | جهانبخش پازوکی | منوچهر چشم‌آذر |
| عزیزم زودتر | جهانبخش پازوکی | جهانبخش پازوکی | منوچهر چشم‌آذر |
| صدف و سنگ   | جهانبخش پازوکی | جهانبخش پازوکی | کاظم عالمی    |

### هوسا (ارمنی) (۱۹۹۵/۱۳۷۴)
| نام ترانه                            | ترانه‌سرا        | آهنگ‌ساز         | تنظیم‌کننده      |
| ------------------------------------ | --------------- | --------------- | --------------- |
| Nor Dari (New Year)                  | واهان آندراسیان | آرتور گریگوریان | آرتور گریگوریان |
| Yes Hishoomem Der (I Still Remember) | آرتور گریگوریان | آرتور گریگوریان | آرتور گریگوریان |
| Hoosa (Have Hope)                    | واهان آندراسیان | آرتور گریگوریان | آرتور گریگوریان |
| Myrickis (To My Mother)              | آرتور گریگوریان | آرتور گریگوریان | آرتور گریگوریان |
| Ashoon (Fall)                        | آرتور گریگوریان | آرتور گریگوریان | آرتور گریگوریان |
| Artzakh                              | واهان آندراسیان | آرتور گریگوریان | آرتور گریگوریان |
| Kele Kele                            | کومیتاس         | کومیتاس         | آرتور گریگوریان |
| Mnas Barov (Be Well)                 | اما پتروسیان    | آرتور گریگوریان | آرتور گریگوریان |
| Loosniak Gisher (Moonlit Light)      | کومیتاس         | کومیتاس         | آرتور گریگوریان |
| Meghedi                              | آرتور گریگوریان | آرتور گریگوریان | آرتور گریگوریان |

### نوای عشق (۱۹۹۶/۱۳۷۵)
| نام ترانه               | ترانه‌سرا                | آهنگ‌ساز        | تنظیم‌کننده    |
| ----------------------- | ----------------------- | -------------- | ------------- |
| یعنی چه                 | جهانبخش پازوکی          | جهانبخش پازوکی | منوچهر چشم‌آذر |
| بگو کدوم شب             | عماد رام                | عماد رام       | منوچهر چشم‌آذر |
| آهای آقای داماد         | جهانبخش پازوکی          | جهانبخش پازوکی | منوچهر چشم‌آذر |
| می‌میرم برای تو          | عماد رام                | عماد رام       | منوچهر چشم‌آذر |
| تو نشنیدی صدات کردم     | مسعود فردمنش            | صادق نوجوکی    | صادق نوجوکی   |
| دل ما رفته مهمانی       | مسعود فردمنش            | محمد حیدری     | منوچهر چشم‌آذر |
| بر بام دگر              | مسعود فردمنش            | سیاوش قمیشی    | منوچهر چشم‌آذر |
| می‌میرم برای تو (بی‌کلام) | می‌میرم برای تو (بی‌کلام) | عماد رام       | منوچهر چشم‌آذر |

### عطر لحظه‌ها (۱۹۹۷/۱۳۷۶)
| نام ترانه    | ترانه‌سرا      | آهنگ‌ساز       | تنظیم‌کننده    |
| ------------ | ------------- | ------------- | ------------- |
| خوش به‌حالتون | زویا زاکاریان | حسن شماعی‌زاده | منوچهر چشم‌آذر |
| چهل سال      | زویا زاکاریان | مارتیک        | تیگران ساکیان |
| مهتاب خانوم  | زویا زاکاریان | مارتیک        | منوچهر چشم‌آذر |
| دل‌غرقه       | زویا زاکاریان | امیر خانیان   | تیگران ساکیان |
| سرشار از عشق | زویا زاکاریان | داوود اردلان  | تیگران ساکیان |
| چه خبر       | زویا زاکاریان | حسن شماعی‌زاده | تیگران ساکیان |
| دوست و دشمن  | زویا زاکاریان | حسن شماعی‌زاده | تیگران ساکیان |
| شراب‌خانه     | زویا زاکاریان | لقمان ادهمی   | منوچهر چشم‌آذر |

### با شما (۲۰۰۲/۱۳۸۱)
| نام ترانه             | ترانه‌سرا        | آهنگ‌ساز        | تنظیم‌کننده            |
| --------------------- | --------------- | -------------- | --------------------- |
| آهوی پر کرشمه         | محمود استادمحمد | مارتیک         | مارتیک، آلبرت بلبلیان |
| با شما                | زویا زاکاریان   | مارتیک         | مارتیک، آلبرت بلبلیان |
| نوش                   | زویا زاکاریان   | مارتیک         | مارتیک، آلبرت بلبلیان |
| دستای من              | زویا زاکاریان   | مارتیک         | آرت کارتالیان         |
| شانه (بازخوانی)       | ناصر رستگارنژاد | فولکلور عربی   | ابی بروجردی           |
| نگو بدرود             | محمود استادمحمد | حسین واثقی     | مارتیک، آلبرت بلبلیان |
| منو ببخش              | زویا زاکاریان   | آرمن آهارونیان | منوچهر چشم‌آذر         |
| دوستت دارم قد یه دنیا | بیژن سمندر      | حسن شماعی‌زاده  | انوش، آلبرت بلبلیان   |
| خوش                   | حافظ            | مارتیک         | آلبرت بلبلیان         |
| گریه هم چیز بدی نیست  | زویا زاکاریان   | مارتیک         | مارتیک                |

### سایه‌نشین (۲۰۱۵/۱۳۹۳)
- سه ترانهٔ «قلب»، «با تو بد نیستم» و «دوستم داشته‌ باش» ابتدا به‌صورت تک‌آهنگ و نماهنگ در سال (۲۰۰۸/۱۳۸۷) منتشر شدند.

| نام ترانه                | ترانه‌سرا      | آهنگ‌ساز       | تنظیم‌کننده                |
| ------------------------ | ------------- | ------------- | ------------------------- |
| لحظهٔ دیدار               | زویا زاکاریان | فرید زلاند    | تیگران ساکیان             |
| روزهای بهتر              | شهیار قنبری   | فرید زلاند    | تیگران ساکیان             |
| فایده نداره              | هما میرافشار  | محمد حیدری    | کارلوس رودریگز            |
| خبری نیست                | زویا زاکاریان | فرید زلاند    | منوچهر چشم‌آذر             |
| هم‌آغوش                   | زویا زاکاریان | مارتیک        | تیگران ساکیان             |
| سایه‌نشین                 | زویا زاکاریان | مارتیک        | ژوان پورتیلو، آرتور سولار |
| قلب                      | شهیار قنبری   | مارتیک        | تیگران ساکیان             |
| دردانه                   | زویا زاکاریان | سلیمان واثقی  | آرتور گریگوریان           |
| شکرانه                   | زویا زاکاریان | فرید زلاند    | شوبرت آواکیان             |
| جان عشق                  | زویا زاکاریان | زویا زاکاریان | شوبرت آواکیان             |
| با تو بد نیستم           | زویا زاکاریان | زویا زاکاریان | اروین خاچیکیان            |
| حریر                     | زویا زاکاریان | مارتیک        | آرتور گریگوریان           |
| دوستم داشته باش          | شهیار قنبری   | مارتیک        | اروین خاچیکیان            |
| نمی‌ترسیم (با همراهی هلن) | شهیار قنبری   | مارتیک        | جیمز استرانگ              |
| طلا                      | زویا زاکاریان | اندی جی       | اندی جی                   |

## تک‌آهنگ‌ها
| نام ترانه              | ترانه‌سرا        | آهنگ‌ساز                | تنظیم‌کننده                            | سال انتشار | توضیحات                                                |
| ---------------------- | --------------- | ---------------------- | ------------------------------------- | ---------- | ------------------------------------------------------ |
| حمومی                  | ؟               | ؟                      | حسن شماعی‌زاده                         | ۱۹۷۴       | هم‌خوانی با حسن شماعی‌زاده و بهرام                       |
| بانوی ما               | اردلان سرفراز   | حسن شماعی‌زاده          | ناصر چشم‌آذر                           | ۱۹۷۵       | هم‌خوانی با ابی، شهرام شب‌پره و نوش‌آفرین                 |
| پنجره‌ها                | هادی خرسندی     | برگرفته از ملودی قدیمی | ؟                                     | ۱۹۷۶       | هم‌خوانی با مرتضی برجسته، نسرین و اکی بنایی             |
| Pastime Paradise       | Stevie Wonder   | Stevie Wonder          | اریک آرکانت                           | ۱۹۷۶       |                                                        |
| غرقابهٔ درد             | سعید دبیری      | سیاوش قمیشی            | آندرانیک                              | ۱۹۷۶       |                                                        |
| جادهٔ سبز               | زویا زاکاریان   | مارتیک                 | اریک آرکانت                           | ۱۹۷۶       |                                                        |
| شاعر                   | زویا زاکاریان   | مارتیک                 | اریک آرکانت                           | ۱۹۷۶       | اجرای سولوی مارتیک                                     |
| شاعر                   | زویا زاکاریان   | مارتیک                 | اریک آرکانت                           | ۱۹۷۶       | هم‌خوانی با گوگوش                                       |
| آدم و حوا              | منصور تهرانی    | مارتیک                 | ناصر چشم‌آذر                           | ۱۹۷۸       | هم‌خوانی با گوگوش                                       |
| عاشق شدم               | امیر آرام       | امیر آرام              | امیر آرام                             | ۱۹۸۱       | هم‌خوانی با امیر آرام                                   |
| حریر                   | زویا زاکاریان   | مارتیک                 | مارتیک                                | ۱۹۸۳       | ورژن گیتار                                             |
| Karotic                | Karotic         | Karotic                | Karotic                               | ۱۹۸۴       | از آلبوم ارمنی Sirelis                                 |
| Sirelis                | Sirelis         | Sirelis                | Sirelis                               | ۱۹۸۴       | از آلبوم ارمنی Sirelis                                 |
| D'ou Es Im Sere        | D'ou Es Im Sere | D'ou Es Im Sere        | D'ou Es Im Sere                       | ۱۹۸۴       | از آلبوم ارمنی Sirelis                                 |
| چشم تو                 | فریدون علیخانی  | مارتیک                 | فیروزه افشار                          | ۱۹۸۷       | از آلبوم طنین صلح                                      |
| فقط تو                 | عماد رام        | عماد رام               | منوچهر چشم‌آذر                         | ۱۹۹۴       | از آلبوم خانهٔ عاشق کجاست                               |
| نگاه تو                | زویا زاکاریان   | زویا زاکاریان، مارتیک  | محمد ستاری                            | ۲۰۰۳       | هم‌خوانی با هلن                                         |
| Windmills Of Your Mind | ؟               | ؟                      | کارلوس رودگارمن                       | ۲۰۱۷       | از آلبوم The Rodgarman Band                            |
| رفاقت                  | رها اعتمادی     | مارتیک                 | روما کانیان                           | ۲۰۱۸       | هم‌خوانی با گوگوش                                       |
| عشق کمیاب              | باران تفرشی     | مارتیک                 | کارلوس رودگارمن                       | ۲۰۱۹       | هم‌خوانی با گوگوش                                       |
| عاشقت هستم             | باران تفرشی     | مارتیک                 | آرتور سولار                           | ۲۰۱۹       | هم‌خوانی با گوگوش                                       |
| شبِ بیداد               | زویا زاکاریان   | مهین زرین‌پنجه          | کارلوس رودگارمن                       | ۲۰۲۱       |                                                        |
| فقط یک‌بار              | زویا زاکاریان   | مارتیک                 | شاهپور                                | ۲۰۲۲       | ورژن آنپلاگد                                           |
| دل ما رفته مهمانی      | مسعود فردمنش    | محمد حیدری             | شاهپور                                | ۲۰۲۲       | ورژن آنپلاگد                                           |
| دنیا خانم              | مسعود فردمنش    | مارتیک                 | شاهین یوسف‌زمانی                       | ۲۰۲۲       |                                                        |
| ققنوس                  | باران تفرشی     | مارتیک                 | رامین سکوتی                           | ۲۰۲۲       | هم‌خوانی با رعنا منصور - حمایت از انقلاب زن زندگی آزادی |
| بارانک                 | عباس هژیر       | مارتیک                 | مارتیک / آلبرت بلبلیان / ژوان پورتیلو | ۲۰۲۳       |                                                        |
| حقیقت                  | دلشاد امامی     | انوشیروان روحانی       | رضا روحانی                            | ۲۰۲۳       |                                                        |
| مرا بخوان              | باران تفرشی     | مارتیک                 | ژوان پورتیلو                          | ۲۰۲۳       |                                                        |
| تحملم کن               | باران تفرشی     | مارتیک                 | آرتور سولار                           | ۲۰۲۴       |                                                        |
| خودمو به تو سپردم      | ایرج جنتی عطایی | مارتیک                 | کارلوس رودگارمن                       | ۲۰۲۴       |                                                        |
| خاطرت جمع              | باران تفرشی     | مارتیک                 | ژوان پورتیلو                          | ۲۰۲۵       |                                                        |
| Angela                 |                 |                        |                                       | ۲۰۲۵       | پخش از یوتیوب رسمی مارتیک                              |
| Until                  |                 |                        |                                       | ۲۰۲۵       | پخش از یوتیوب رسمی مارتیک                              |
| What a Wonderful World |                 |                        |                                       | ۲۰۲۵       | پخش از یوتیوب رسمی مارتیک                              |
| Green Eyes (Blue Eyes) |                 |                        |                                       | ۲۰۲۵       | پخش از یوتیوب رسمی مارتیک                              |

## آهنگسازی و تنظیم برای دیگران
مارتیک برای گوگوش، بتی، هلن، عارف و … آهنگسازی کرده‌است.
| خواننده        | نام ترانه | ترانه‌سرا      | آهنگ‌ساز               | تنظیم‌           |
| -------------- | --------- | ------------- | --------------------- | --------------- |
| حسن شماعی‌زاده  | چلچله     | زویا زاکاریان | مارتیک                | ردی بوبیو       |
| گوگوش          | معشوق     | زویا زاکاریان | مارتیک                | اریک ارکانت     |
| گوگوش          | روز خوب   | زویا زاکاریان | مارتیک                | سیمون آوانسیان  |
| گوگوش و مارتیک | شاعر      | زویا زاکاریان | مارتیک                | اریک ارکانت     |
| گوگوش و مارتیک | آدم و حوا | منصور تهرانی  | مارتیک                | ناصر چشم‌آذر     |
| گوگوش و مارتیک | رفاقت     | رها اعتمادی   | مارتیک                | روما کانیان     |
| گوگوش و مارتیک | عشق کمیاب | باران تفرشی   | مارتیک                | کارلوس رودگارمن |
| ستار           | گلنار     | منصور تهرانی  | مارتیک                | اریک ارکانت     |
| عارف           | نه نباید  | زویا زاکاریان | مارتیک                | عبدی یمینی      |
| هلن            | ما        | مریم قاضی     | مارتیک                | مارتیک          |
| هلن            | نگاه تو   | زویا زاکاریان | زویا زاکاریان، مارتیک | محمد ستاری      |
| هلن            | اُرمک      | شهیار قنبری   | هلن                   | مارتیک          |
| بتی            | ستاره     | اردلان سرفراز | پرویز مقصدی           | مارتیک          |
| بتی            | رفتنی     | سعید دبیری    | سعید دبیری            | مارتیک          |